# バードケージ
『バードケージ』（原題: The Birdcage）は1996年公開のアメリカ映画。ミュージカル『ラ・カージュ・オ・フォール』の2度目の映画化作品。舞台をフランスのサントロペからアメリカのフロリダに変え、ショーパブを経営するゲイカップル一家に巻き起こる騒動を描く。第69回アカデミー賞美術賞ノミネートほか、受賞多数。

## ストーリー
マイアミのナイトクラブ「バードケージ」のオーナー・アーマンドと、店の花形にしてアーマンドの長年のパートナー、アルバートことスタリーナ。アーマンドには、20年前に運命のいたずらで授かった息子ヴァルがおり、アルバートも母親代わりとなって彼を育ててきた。ある日アーマンドは、大学に通うヴァルから同級生バーバラとの婚約を報告される。喜ぶアーマンドだったが、バーバラの父親は不道徳を許さない堅物の政治家というから大変。こんな生活を見られては台無しと、アーマンドたちは普通の家族を演じるべく準備にとりかかる。

## キャスト
| 役名                                | 俳優                                      | 日本語吹替                                                                                           | 日本語吹替                                                                                               |
| 役名                                | 俳優                                      | ソフト版                                                                                             | フジテレビ版                                                                                             |
| ----------------------------------- | ----------------------------------------- | --- | --- |
| アーマンド・ゴールドマン            | ロビン・ウィリアムズ                      | 安原義人                                                                                             | 羽佐間道夫                                                                                               |
| アルバート・ゴールドマン/スタリーナ | ネイサン・レイン                          | 今村紀夫                                                                                             | 江原正士                                                                                                 |
| ケヴィン・キーリー上院議員          | ジーン・ハックマン                        | 石森達幸                                                                                             | 石田太郎                                                                                                 |
| ルイーズ・キーリー                  | ダイアン・ウィースト                      | 沢田敏子                                                                                             | 鈴木弘子                                                                                                 |
| ヴァル・ゴールドマン                | ダン・フッターマン                        | 三木眞一郎                                                                                           | 鳥海勝美                                                                                                 |
| バーバラ・キーリー                  | キャリスタ・フロックハート                | 松井菜桜子                                                                                           | 日髙のり子                                                                                               |
| アガドール                          | ハンク・アザリア                          | 中尾隆聖                                                                                             | 小野健一                                                                                                 |
| キャサリン・アーチャー              | クリスティーン・バランスキー              | 弘中くみ子                                                                                           | 弥永和子                                                                                                 |
| 写真家                              | グラント・ヘスロヴ                        | | |
| 本人役                              | ジェイ・レノ （クレジットなし）           | | |
| ニュースキャスターの声              | ドン・ラフォンティーヌ （クレジットなし） | | |
| その他                              |                                           | 小室正幸 沢木郁也 菅原淳一 柴本浩行 永井寛孝 安井邦彦 棚田恵美子 室園丈裕 坪井智浩 高瀬右光 内川藍維 | 秋元羊介 田尻ひろゆき 佐々木誠二 亀井三郎 大黒和広 土方優人 小出悦子 古田信幸 桜澤凛 片桐真衣 佐野かなめ |
|                                     |                                           | | |
| 演出                                |                                           | 戸田清二郎                                                                                           | 春日正伸                                                                                                 |
| 翻訳                                |                                           | 野口尊子                                                                                             | 松崎広幸                                                                                                 |
| 編集                                |                                           | オムニバス・ジャパン                                                                                 | |
| 調整                                |                                           | 高久孝雄                                                                                             | 栗林秀年                                                                                                 |
| プロデューサー                      |                                           | 東慎一 尾谷アイコ                                                                                    | 山形淳二                                                                                                 |
| 制作                                |                                           | ワーナー・ホーム・ビデオ 東北新社                                                                    | ムービーテレビジョン                                                                                     |
| 初回放送                            |                                           | 1997年5月30日 VHS発売                                                                                | 2000年6月17日 『ゴールデン洋画劇場』                                                                     |

## スタッフ
- 原作戯曲：ジャン・ポワレ「ラ・カージュ・オ・フォール」
- 美術：ボー・ウェルチ
- 衣装：アン・ロス
- 振付：ヴィンセント・パターソン
- 日本語字幕：戸田奈津子

## 訳書
- 『バードケージ』、エレイン・メイ（映画脚本）、ロバート・ローディ（ノベライズ担当）

鴻巣友季子訳、早川書房：ハヤカワ文庫、1996年